# Iglesia de la Santa Cruz (Baeza)
La iglesia de la Santa Cruz es una pequeña iglesia de Baeza (provincia de Jaén, España), de estilo tardo-románico, relativamente inusual en Andalucía oriental, edificada en el siglo XIV-XVI, tras la conquista del Valle Alto del Guadalquivir por Fernando III (capitulación de Baeza: 1227).
Forma parte del conjunto monumental renacentista de Baeza, que junto con el de Úbeda, fue declarado Patrimonio de la Humanidad por la Unesco en 2003.

## Situación
Cierra por el este la Plaza de Santa Cruz situada en pleno casco histórico de la ciudad. Tiene en frente el Palacio de Jabalquinto, uno de los principales monumentos baezanos actualmente sede de la Universidad Internacional de Andalucía.

## Características

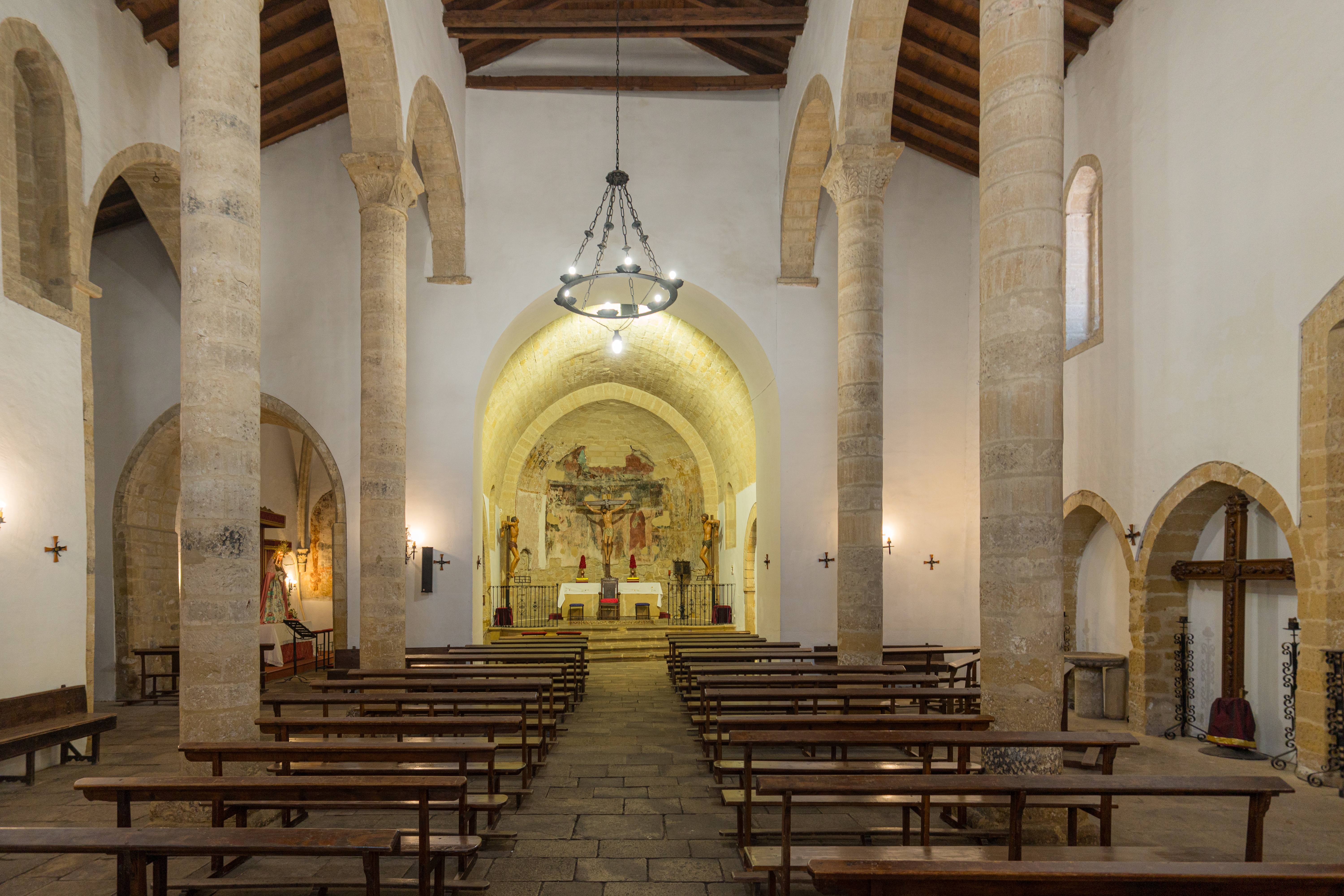
Nave central.

La planta presenta tres naves –cubiertas por artesonado de madera a dos aguas– sostenidas por columnas de piedra arenisca, con basas compuestas formadas por dos plintos. La nave central se prolonga en una bóveda de cañón cerrada por un ábside semicircular que estaba cubierto por pinturas al fresco probablemente de principios del siglo XVI (aún se distinguen un Calvario y una Santa Cena); el alero del mismo presenta modillones de tipo zamorano. En el lado de la epístola de la mencionada prolongación, aparece un arco de herradura formado por dovelas lisas con rebaje lineal en las juntas y una sola arquivolta que se ha supuesto de origen visigótico, lo que ha permitido elucubrar que la fábrica románica se construyó sobre un edificio anterior. Por su parte, en el lado del evangelio hay dos ampliaciones góticas:
- una capilla de planta rectangular, y cubierta por bóveda de crucería, paralela a la extensión de la nave central cubierta por la bóveda de cañón (cuenta con pinturas al fresco probablemente de principios del siglo XVI: Martirio de Santa Catalina, Virgen galactotrofusa, Martirio de San Sebastián);
- una capilla de planta cuadrangular, y cubierta por bóveda de terceletes, a la que se accede por el vano de la antigua puerta norte del templo.

La portada oeste procede de las ruinas de la parroquia de San Juan, mientras la portada sur (única original del templo aún subsistente) tiene características salmantinas.

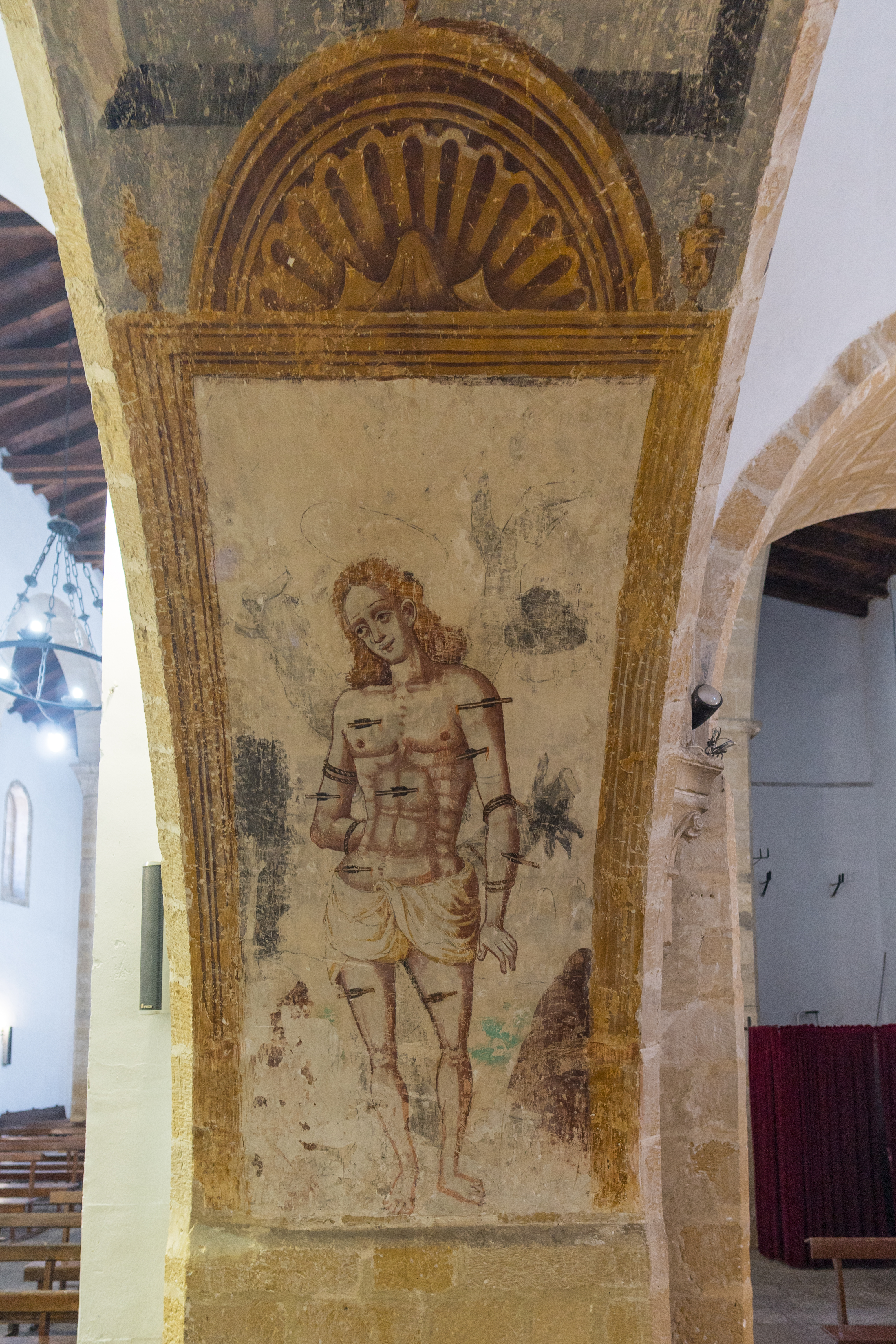
Fresco del Martirio de San Sebastián.

Algún tratadista ha estimado que esta Iglesia perteneció a la Orden del Temple. En cualquier caso, fue parroquia hasta el siglo XIX, cuando primero pasó a albergar la trasladada parroquia de El Sagrario de la catedral, para más tarde convertirse en ermita auxiliar de la parroquia de El Salvador. En julio de 1936 fue asaltada, siendo destruidos sus bienes muebles. Fue salvada de la consiguiente ruina por la restauración realizada en la década de 1950, momento en que se añadió la portada oeste y se recuperó el aspecto tardo románico que estaba oculto bajo una envoltura neoclásica.

## Culto
En ella residen hoy dos hermandades de penitencia cuyas imágenes cristíferas forman parte muy destacada del patrimonio artístico del templo y de la Semana Santa de Baeza: de Amadeo Ruiz Olmos es el titular de la Ilustre y Venerable Cofradía de la Santa Vera+Cruz, mientras que a Juan Luis Vassallo Parodi se debe el de la Ilustre y Venerable Cofradía del Santísimo Cristo del Calvario y Nuestra Señora de la Amargura.